# Aleurothrixus interrogationis
Aleurothrixus interrogationis là một loài côn trùng cánh nửa trong họ Aleyrodidae, phân họ Aleyrodinae.
Aleurothrixus interrogationis được Bemis miêu tả khoa học đầu tiên năm 1904.